# Ramsteven

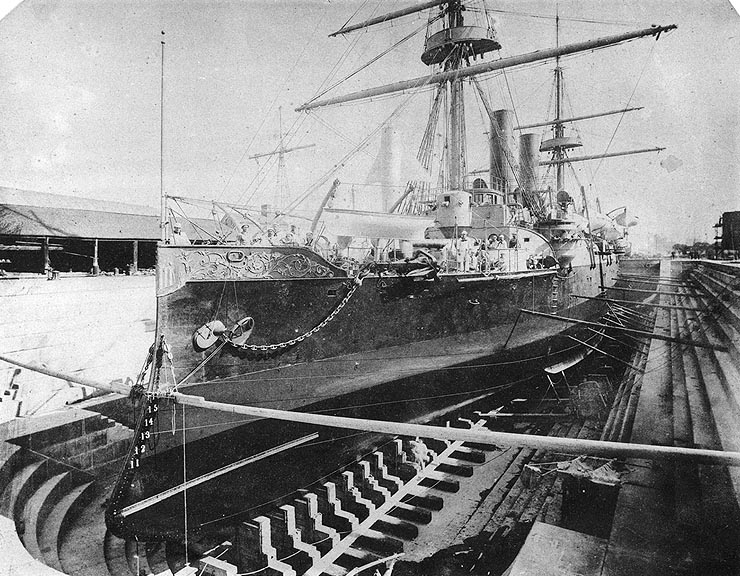
USS Boston op de New York Naval Shipyard in 1888

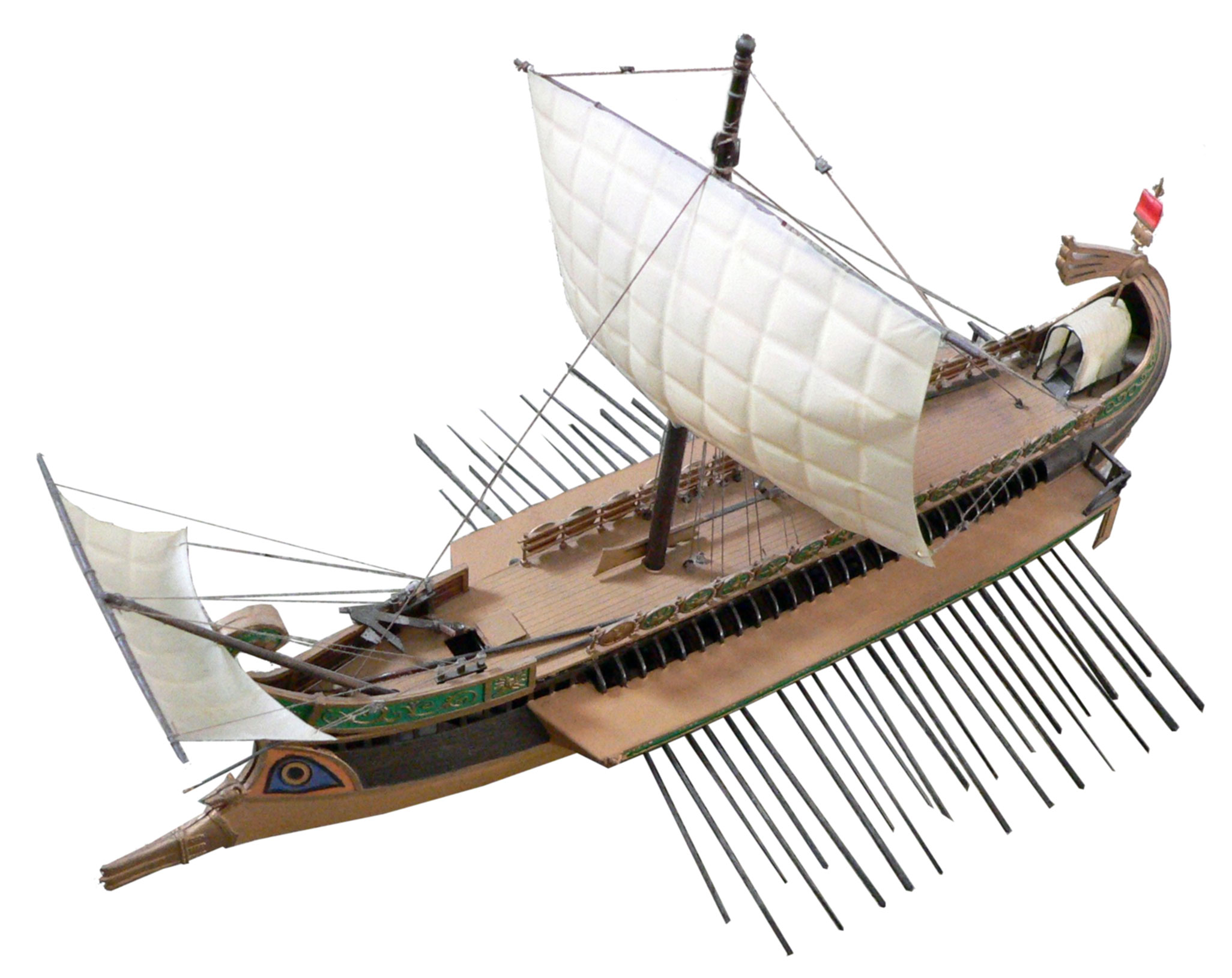
Romeinse trireem met ramsteven

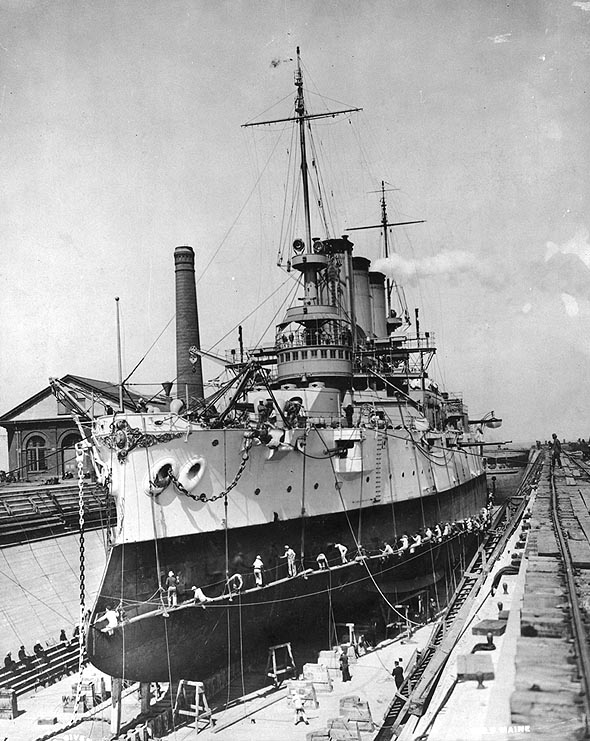
USS Maine in droogdok in 1908

Een ramsteven of sneb(be) is een spits onderdeel van hout of ijzer aan de boeg of voorsteven van een oorlogsschip, waarmee het een ander schip bij een aanval met hoge snelheid kan rammen en zo lek steken.

## Geschiedenis

### Oudheid
Het gebruik van ramstevens gaat volgens inscripties op de graftombe van de Fenicische koning Sargon II terug tot minstens de 7e eeuw voor Christus. Rammen was tot minstens de 3e eeuw voor Christus de belangrijkste vorm van oorlogvoering op zee. Na die tijd werden de schepen en de bemanning groter en werd het praktisch om te enteren. Rammen bleef echter een belangrijke tactiek, zelfs als het vijandelijke schip niet tot zinken werd gebracht, werden vaak de riemen er aan die zijde afgerukt, waardoor het onmanoeuvreerbaar werd. De introductie van de katapult zorgde ervoor dat er vanaf afstand kon worden gevuurd.
In de Romeinse cultuur heette een ramsteven, waarmee de trireem of bireem kon worden uitgerust, een rostrum. Op het Forum Romanum in het oude Rome bevond zich een sprekerspodium, de rostra genaamd. Het podium was aan de voorkant versierd met rostra, ramstevens. De rostra bevond zich aan de rand van het comitium, een open plek waar het volk bijeenkwam om te beslissen over vrede en oorlog.

### Vroegmoderne tijd
Zeeslagen bleven op dit technologische niveau tot de 15e en 16e eeuw. Tegen die tijd was het kanon standaard geworden, geplaatst in de zij. Het rammen werd minder belangrijk en nog slechts als laatste middel gebruikt. Tot in de 19e eeuw werd er echter nog geramd, zoals bij de Slag bij Lissa in 1866. De grotere manoeuvreerbaarheid van het stoomschip ten opzichte van een zeilschip zorgde voor een korte opleving van het gebruik van ramstevens tijdens de Amerikaanse Burgeroorlog.
Als gevolg van enkele Amerikaanse en Oostenrijkse successen werd het rammen weer populair. Zodoende werd voor de Koninklijke Marine in 1868 de Schorpioen in dienst gesteld. In datzelfde jaar werden drie zusterschepen door de marine in gebruik genomen: de Stier, de Buffel en de Guinea. Dit was een belangrijke modernisering van de Nederlandse vloot. Zij waren bedoeld ter vervanging van de houten schepen met stoom- en zeilkracht en gladloop voorlaadkanonnen van de Nederlandse marine.

### Moderne tijd
De opkomst van het pantserschip tegen het einde van de 19e eeuw, zorgde echter voor de definitieve afname van ramaanvallen. De opkomst van het slagschip, de dreadnought, aan het begin van de 20e eeuw, leidde tot het einde van de ramsteven. Ironisch genoeg bracht de HMS Dreadnought de Duitse duikboot U-29 in 1915 tot zinken door hem te rammen, waarmee het het enige slagschip werd dat ooit een duikboot tot zinken bracht.